# Vườn quốc gia Yoshino-Kumano
Vườn quốc gia Yoshino-Kumano (吉野熊野国立公园 Yoshino-Kumano Kokuritsu Koen ?) là một vườn quốc gia bao gồm một số khu vực không tiếp giáp nhau của tỉnh Mie, Nara và Wakayama, Nhật Bản. Được thành lập vào năm 1936, vườn quốc gia bao gồm Núi Yoshino (một khu vực hoa anh đào nổi tiếng), một phần của Di sản thế giới UNESCO, Thánh địa và đường hành hương vùng núi Kii.
Những nơi đáng chú ý và thu hút du khách tới đây bao gồm: hẻm núi Dorokyō, Đền thờ Kumano Hongū Taisha, Công viên biển Kushimoto, Núi Ōdaigahara, Núi Ōmine, Núi Yoshino và Thác nước Nachi.